# Coupe du monde féminine de cyclisme sur route 2003
Navigation
Coupe du monde 2002 Coupe du monde 2004
La Coupe du monde de cyclisme sur route féminine 2003 est la 6e édition de la Coupe du monde de cyclisme sur route féminine. Cette édition a eu lieu entre le 2 mars et le 7 septembre.
C'est la coureuse britannique Nicole Cooke qui remporte le classement final.

## Courses
| # | Date        | Course                               | Vainqueur         | Équipe                               | Leader de la coupe du monde |
| - | ----------- | ------------------------------------ | ----------------- | ------------------------------------ | --------------------------- |
| 1 | 2 mars      | Geelong World Cup                    | Sara Carrigan     | Bik-Powerplate                       | Sara Carrigan               |
| 2 | 22 mars     | Primavera Rosa                       | Zulfiya Zabirova  | Team Prato Marathon Bike             | Sara Carrigan               |
| 3 | 30 mars     | Gran Premio Castilla y Leon          | Mirjam Melchers   | Farm Frites-Hartol                   | Sara Carrigan               |
| 4 | 20 avril    | Amstel Gold Race                     | Nicole Cooke      | Ausra Gruodis Safi                   | Sara Carrigan               |
| 5 | 23 avril    | Flèche wallonne féminine             | Nicole Cooke      | Ausra Gruodis Safi                   | Nicole Cooke                |
| 6 | 31 mai      | Coupe du Monde de Montréal           | Geneviève Jeanson | Team Rona Esker                      | Nicole Cooke                |
| 7 | 23 août     | Grand Prix de Plouay féminin         | Nicole Cooke      | Ausra Gruodis Safi                   | Nicole Cooke                |
| 8 | 31 août     | Tour de Nuremberg                    | Diana Žiliūtė     | Acca Due O-Pasta Zara-Lorena Camicie | Nicole Cooke                |
| 9 | 7 septembre | Lowland International Rotterdam Tour | Chantal Beltman   | Acca Due O-Pasta Zara-Lorena Camicie | Nicole Cooke                |

## Classement final
| #  | Cycliste          | Points |
| -- | ----------------- | ------ |
| 1  | Nicole Cooke      | 309    |
| 2  | Regina Schleicher | 211    |
| 3  | Mirjam Melchers   | 198    |
| 4  | Sara Carrigan     | 177    |
| 5  | Judith Arndt      | 157    |
| 6  | Diana Žiliūtė     | 146    |
| 7  | Anita Valen       | 145    |
| 8  | Rochelle Gilmore  | 119    |
| 9  | Susanne Ljungskog | 97     |
| 10 | Zulfiya Zabirova  | 94     |